# Universitat Normal de la Xina Oriental
La Universitat Normal de la Xina Oriental (en xinès tradicional: 華東師範大學, en xinès simplificat: 华东师范大学, en pinyin: Huádōng Shīfàn Dàxué), també coneguda com a ECNU per les incials del seu nom en anglès, és una institució d'educació superior de la Xina, a la ciutat de Xangai. Es considera una de les millors i més selectes universitats xineses.